# Mosab Abu Toha
Mosab Abu Toha (campamento de Shati, Palestina, 1992) es un poeta, académico y editor palestino. Su primer libro de poesía, Things You May Find Hidden in My Ear (Cosas que podrías encontrar escondidas en mi oído), de 2022, ganó el Palestine Book Award y el American Book Award. También fue finalista del Premio del Círculo de Críticos Nacional del Libro y del Premio Walcott de Poesía. 

## Biografía
Abu Toha nació en 1993 en el campo de refugiados de Al-Shati, descendiente de una familia de refugiados original de la ciudad de Jaffa. Su abuelo guardaba la llave de la casa que tuvo que abandonar tras la toma de la ciudad por las tropas judías, y su hija se llama Jaffa en su honor. Con el inicio de la Segunda Intifada, su familia se trasladó a Beit Lahia, al norte de la Franja. Con dieciséis años, iba de camino a comprar huevos cuando la metralla de un bombardeo israelí le perforó parte de la frente, el cuello y el hombro. Se licenció en filología inglesa por la Universidad Islámica de Gaza en 2014, un mes después de que la aviación israelí destruyese la Facultad de Estudios Ingleses de esa universidad. Se casó en 2015, y en 2017 fundó la Biblioteca Edward Said, una biblioteca pública en inglés en Beit Lahia, que abrió una rama de la institución en la ciudad de Gaza en 2019. La biblioteca fue bombardeada y completamente destruida por las fuerzas israelíes durante la guerra de Gaza de 2023-24.
En 2023, obtuvo un Máster en Bellas Artes en poesía por la Universidad de Siracusa en Estados Unidos.

## Obra
Abu Toha enseñó inglés en escuelas de la Agencia de Naciones Unidas para los Refugiados de Palestina en Oriente Próximo (UNRWA) en Gaza desde 2016 hasta 2019, y es el fundador de la Biblioteca Edward Said, la única biblioteca en inglés en la Franja de Gaza. En el curso 2019-2020 trabajó como profesor visitante en la Universidad de Harvard, y en concreto en el Departamento de Literatura Comparada, como bibliotecario de la Biblioteca Houghton y como miembro de la Escuela de Teología de Hardvard.
Abu Toha es también columnista para Arrowsmith Press y ha escrito desde Gaza para importantes medios de comunicación como The Nation, Literary Hub, The New York Times y The New Yorker.
Sus poemas se han publicado en la página web de la Poetry Foundation y en publicaciones que incluyen Poetry Magazine, Banipal, Solstice, The Markaz Review, The New Arab, Peripheries, The New York Review of Books, The Progressive, The New Yorker y The Atlantic.
En 2022, publicó su primer libro de poesía, Things You May Find Hidden in My Ear (Cosas que podrías encontrar escondidas en mi oído). The New York Times dijo de él: "El exitoso debut de Abu Toha crea contrastes entre escenas de violencia política con otras de belleza natural". 

## Premios
En 2022, Things You May Find Hidden in My Ear ganó el Palestine Book Award y el American Book Award. Fue también finalista del Premio del Círculo de Críticos Nacional del Libro y del Premio Walcott de Poesía. En el Premio del Círculo de Críticos Nacional del Libro, Jacob Appel escribió: "Lo que hace que el trabajo de Abu Toha resuene con tanta fuerza es su don para lo particular. Al evitar las generalizaciones panorámicas, se centra en imágenes evocadoras que capturan la imagen general de la difícil situación de su pueblo".
En 2024, Abu Toha ganó el premio Overseas Press Club por su serie de artículos en The New Yorker, en los que narraba la vida diaria en la Franja de Gaza tras la invasión israelí de finales de 2023. 
En mayo de 2025 ganó el premio Pulitzer en la categoría de comentarista por una serie de artículos publicados en The New Yorker sobre la vida diaria y el sufrimiento de los palestinos en la Franja de Gaza. En concreto, el jurado del premio Pulitzer dijo de su obra que retrata «la carnicería física y emocional en Gaza combinando un reportaje profundo con la intimidad de sus memorias para expresar la experiencia palestina de más de un año y medio de guerra con Israel».

## Guerra de Gaza
En octubre de 2023, Abu Toha, su esposa y sus hijos huyeron de su casa en Beit Lahia y se trasladaron al campo de refugiados de Jabalia después de que Israel anunciase que iba a bombardear Beit Lahia. En un artículo de The New Yorker publicado el 6 de noviembre, Toha escribió que había ido en bicicleta hasta Beit Lahia para intentar recuperar algunos libros de su colección particular. Sin embargo, su casa y todo el vecindario estaban arrasados. Poco después, Israel bombardeó también el campo de refugiados de Jabalia y uno de los misiles cayó a apenas setenta metros de donde se encontraban él y su familia. Otro bombardeo israelí al inicio de la guerra mató a 31 miembros de la familia de su tío, de la que solo sobrevivieron dos bebés y una madre. A comienzos de noviembre de 2024, 25 miembros de la familia de su mujer murieron en otro bombardeo israelí.

### Detención
El 19 de noviembre de 2023, Abu Toha fue detenido por el ejército israelí mientras trataba de huir de la Franja de Gaza junto con su esposa Maram y sus tres hijos pequeños. Los informes iniciales atribuyeron su detención a sus últimos escritos, que bajo el título Las vistas desde mi ventana en Gaza informaba de la situación de los palestinos bajo los bombardeos israelíes.   Abu Toha había sido informado por funcionarios estadounidenses de que él y su familia podrían cruzar a Egipto a través del paso de Rafah, ya que su hijo de tres años es ciudadano estadounidense. Sin embargo, el ejército israelí lo detuvo en un puesto de control cuando se dirigía hacia el sur de la Franja de Gaza.
Según Diana Buttu, abogada palestino-canadiense, Abu Toha había recibido una llamada de la embajada de los Estados Unidos. Tras escuchar el relato de la esposa de Abu Toha, Buttu dijo a la revista Time: «Lo obligaron a dejar a su hijo en el suelo... Los obligaron a todos a caminar con las manos arriba. Él levantó los brazos (...) [y él y] cerca de 200 personas más fueron sacados de la fila y secuestrados. No han sabido nada de él desde entonces». Después de que le obligaran a quedarse desnudo, le vendaron los ojos y le pusieron un pulsera con un número. Luego le dieron una paliza y lo metieron en un camión. Pasó la mayor parte de los siguientes dos días de rodillas sobre un suelo pedregoso. Finalmente, un soldado le dijo simplemente «sentimos el error, puedes irte» y lo liberaron. Mientras estuvo desaparecido, la organización en favor de la libertad de expresión PEN America exigió su protección, y PEN Club Internacional demandó conocer la situación de Abu Toha.
El 21 de noviembre, Democracy Now! informó que Abu Toha había sido finalmente liberado después de haber sido golpeado en una prisión israelí del Néguev a la que había sido llevado, según un comunicado de Buttu.

### Controversias
La sobreviviente israelí Emily Damari, secuestrada por Hamás en su casa, en el kibutz Kfar Aza, criticó el que se le haya otorgado un premio Pulitzer, debido a sus posts en Facebook negando que los rehenes sean, en efecto rehenes, lo cual denominó «negación de las atrocidades».